# Karadiganahalli, Bangarapet
Karadiganahalli là một làng thuộc tehsil Bangarapet, huyện Kolar, bang Karnataka, Ấn Độ.